# Trichinella spiralis
Trichinella spiralis (tudi lasnica) je parazitski helmint iz debla glist. Razširjena je po vsem svetu, pri človeku in mesojedih živalih pa povzroča trihinozo oz. trihinelozo. Za človek je edini pomembni vir okužbe (infekcije) prašič, zato mora biti meso dovolj kuhano ali pravilno zamrznjeno.

## Epidemiologija
T. spiralis je kozmopolitski organizem, tj. razširjen je po vsem svetu, ne glede na podnebje (klimo). Okužene so tiste živali, ki se trajno ali občasno prehranjujejo z mesom, kamor sodijo vse vrste zveri in mrhovinarjev; na območju Slovenije so to npr. medved, volk, ris, kuna, lisica itd. Rastlinojedi, kot so konji in govedo, se tako ne morejo okužiti. Za človeka je edini pomembni vir okužbe prašič.

### Podvrste
Na območju Arktike se ljudje lahko okužijo s T. spiralis nativa preko zaužitja okuženega mesa polarnih medvedov in mrožev. Je bolj odporna proti zmrzovanju kot druge podvrste lasnice.
V Južni Evropi in Afriki se lahko živali in ljudje (preko divjih prašičev) okužijo z T. spiralis nelsoni
T. spiralis pseudospiralis parazitira pri ptičih, značilno pa je, da se v mišicah ne encistira. Pri človeku zajedavstvo s to podvrsto doslej ni bilo opaženo.

## Telesne značilnosti in razvojni krog
Odrasli osebki prebivajo v tankem črevesu človeka ter v mnogih domačih in divjih mesojedih živalih, kot so prašič, medved, glodavci in pes. Ličinke (larve) prebivajov v progastih mišicah. Samice so dolge 3-4 mm, samci pa so za polovico krajši. Sprednji del je pri obeh sploščen, zadnjik (anus) pa se nahaja na končnem (terminalnem) delu. Vulva se pri samicah nahaja blizu požiralnika (ezofagusa). V zadajšnem (posteriornem) delu maternice se nahajajo jajčeca, v sprednjem (anteriornem) delu pa se nahajajo žive ličinke.
Zajedavec v obliki ličink preide v gostitelja preko okuženega mesa. V želodcu se ovojnica encistirane ličinke raztopi, nato pa se v dvanajstniku zajede v sluznico, kjer se dvakrat levi in dozori v odrasli osebek. Le-ta prebiva v tankem črevesu samo kratek čas: samci poginejo po parjenju (kopulaciji), samice pa v tkivo črevesa odlagajo živorodne (viviparne) ličinke velikosti 100 × 6 μm, nato pa prav tako poginejo. 
Ličinke prevrtajo črevesno steno ter preko krvi in limfe potujejo do progastih mišic, kjer se trajno naselijo. V krvnem obtoku je največje število ličink doseženo med 8. in 25. dnevom po okužbi. Gostitelj poskuša omejiti okužbo z vnetjem, ličinke pa obda z ovojnico v obliki limone, ki pa lahko zaapni. Ličinke v tem stadiju so velike do 1 mm (običajno 0,4 mm), živijo pa lahko tudi več let. Ličinke se v drugem gostitelju sprostijo po zaužitju, nato pa se celoten cikel ponovi.

## Patogeneza
Odrasli zajedavci dražijo in poškodujejo sluznico dvanajstnika. Ličinke povzročijo vnetni odziv na območjih, kamor pridejo. Naselitev v skeletne mišice povzroči pekoče bolečine, naselitev v trebušno prepono (diafragmo) pa oteži dihanje. Kljub temu, da se ličinke ne naselijo v srce, toksini zajedavca povzročijo poškodbe tega organa in seveda drugih mišic. Lahko pride tudi do vnetja živcev in možganskih ovojnic, kar povzroči motnje vida in sluha ter druge živčne motnje.
T. spiralis je za namen pridobivanja večjih količin potrebnih hranil in kisika (O2) razvila način stimuliranja angiogeneze (razvoja žil) preko spodbujanja okolnih celic k sekreciji angiogenih citokinov, kot je vaskularni endotelijski rastni faktor (VEGF).

## Diagnoza

### Klinični znaki in simptomi
Bolezenski znaki so bolj ali manj odvisni od števila zajedavcev, zato se pri velikem številu lahko pojavijo nenadoma. Okužbo se lahko izključi v primeru, kadar bolnik v zadnjih dnevih ni zaužil surovega ali premalo kuhanega mesa, kot so klobase.
Od 5. do 15 dneva po okužbi se sprva pojavijo prebavne motnje, kot je diareja, zaradi nagnjenosti k bruhanju pa se lahko okužbo zamenja z zastrupitvijo s hrano. Po nekaj dnevih se v žvekalnih mišicah, ramenih, nogah in križu pojavijo pekoče bolečine, ob očesih pa so bolečine neznosne. Zaradi naselitve ličink v diafragmo je dihanje oteženo. Velike količine zajedavcev ovirajo gibanje, zato se oboleli npr. ne morejo vstati iz postelje. Telesna temperatura je povišana (38-40 °C), pojavi se znojenje. Poleg tega se pokažejo znaki srčne slabosti, obraz pa je otečen, prav tako pa so veke otečene in zaprte. Zaradi vnetja živcev in možganskih ovojnic se pojavijo različne živčne motnje, kot so motnje sluha in vida, glavobol in fotofobija.

### Laboratorijske preiskave
Trihinozo lahko diagnosticiramo z biopsijo gibalnih mišic, kjer so v primeru okužbe prisotne encisitrane, spiralno zvite ličinke. Za biopsijo je najprimernejša dvoglava mečna mišica, pa tudi trikotna mišica. Lahko se uporabi tudi kožni preizkus ali pa serološke teste, kot sta indirektni imunofluorescenčni test (IFT) ter ELISA. V krvni sliki je prisotna izrazita eozinofilija (zvišana koncentracija eozinofilcev).

## Zdravljenje
Okužbo se zdravi z mebendazolom in s tiabendazolom, uporabljajo pa se tudi kortikosteroidi, za lajšanje bolečin pa seveda analgetiki. Pomembno je čim hitrejši začetek zdravljenja, saj v primeru encistiranih ličink v mišicah zdravila niso več učinkovita.

## Preventiva
Učinkovita zaščita pred trihinozo je preprečevanje okužb prašičev in človeka. Okoli pitališč za prašice in klavnic je potrebno uničevati glodavce. Meso, še posebej svinjina, mora biti dovolj kuhano, tj. tudi v globini oz. ob kosteh in sklepih, ali pravilno zamrznjeno. Ličinke začnejo propadati pri 58 °C in pod -15 °C.